# 米浜町
米浜町（こめはまちょう）は、愛知県名古屋市中区にあった地名。現在の松原二丁目の一部に相当する。

## 地理
名古屋市中区南西部に位置していた。東は葛町、西は下堀川町、南は葛町、北は古郷町に接していた。

## 歴史

### 沿革
- 1926年（大正15年）9月1日 - 中区葛町・下堀川町・古郷町の各一部により、同区米浜町として成立[1]。
- 1927年（昭和2年） - 名古屋米穀取引所が、西区米屋町より移転[2]。
- 1974年（昭和49年）5月11日 - 住居表示実施に伴い、全域が松原二丁目に編入され、消滅[1]。